# Mitrella baccata
Mitrella baccata är en snäckart som först beskrevs av Gaskoin 1852.  Mitrella baccata ingår i släktet Mitrella och familjen Columbellidae. Inga underarter finns listade i Catalogue of Life.